# Manouk van Tol
Manouk van Tol (29 april 1991) is een Nederlands langebaanschaatsster. 
Van Tol nam meermaals deel aan het NK Sprint en NK allround.

## Persoonlijke records[3]
| Afstand    | Tijd    | Datum            | Baan       |
| ---------- | ------- | ---------------- | ---------- |
| 500 meter  | 38,69   | 2 november 2019  | Heerenveen |
| 1000 meter | 1.16,22 | 3 november 2019  | Heerenveen |
| 1500 meter | 2.00,44 | 1 november 2019  | Heerenveen |
| 3000 meter | 4.20,78 | 27 december 2014 | Heerenveen |
| 5000 meter | 8.15,24 | 10 januari 2016  | Groningen  |

## Resultaten
| Jaar | NK Afstanden                 | NK Sprint                | NK Allround             |
| ---- | ---------------------------- | ------------------------ | ----------------------- |
| 2013 |                              | 19e (22e, 18e, 21e, 15e) |                         |
|      |                              |                          |                         |
| 2015 |                              | 20e (24e, 17e, 22e, 17e) | NC15 (14e, 19e, 18e, -) |
| 2016 | 16e 500m                     | 14e (17e, 11e, 20e, 12e) |                         |
| 2017 |                              | 14e (15e, 11e, 17e, 13e) |                         |
| 2018 | 20e 500m 12e 1000m 20e 1500m | 7e (9e, 7e, 7e, 6e)      |                         |
| 2019 |                              | 13e (13e, 15e, 13e, 10e) |                         |
| 2020 | 16e 500m 15e 1000m           | 14e (15e, 13e, 15e, 13e) |                         |

(#, #, #, #) = afstandspositie op sprinttoernooi (500m, 1000m, 500m, 1000m) of op allroundtoernooi (500m, 3000m, 1500m, 5000m).